# Christian Adolph Friedrich Eben
Christian Adolph Friedrich Eben (Kreuzburg, Silésia, 1773 — 1825), mais conhecido por barão de Eben, foi um militar prussiano que participou na Guerra Peninsular ao serviço do Exército Britânico e do Exército Português. Teve participação relevante na Batalha do Carvalho d'Este como general ao comando de um regimento da Leal Legião Lusitana.